# Boso
Boso (с пол. — «Босиком») — третий студийный альбом польской музыкальной группы Zakopower, выпущенный 30 мая 2011 года звукозаписывающей компанией Kayax (дистрибьютор — EMI Music Poland). Является самым коммерчески успешным альбомом группы. В польском чарте наивысшей позицией альбома стало 1 место. По итогам продаж в Польше диск стал трижды платиновым.

## Об альбоме
Альбом Boso был выпущен группой Zakopower после сравнительно длительного перерыва — предыдущий студийный альбом Na siedem был издан 4 годами раньше, в 2007 году. Запись нового альбома проходила в студии звукозаписи Studio Radioaktywni, расположенной в Бляховне — в пригородных районах Ченстоховы.
Звучание нового диска Zakopower, в отличие от предыдущих работ группы, претерпело некоторые изменения — оно стало более насыщенным элементами рок-музыки. В то же время основой звучания альбома Boso по-прежнему осталась подгальская народная музыка. В треках нового альбома среди прочего имеются также мелодии и темы, которые отсылают слушателя к джазу, регги и ска, а песня «Kropla», например, создана по всем канонам поп-музыкального жанра. В альбоме Boso представлено такое же разнообразие музыкальных инструментов, как и на предыдущих записях: в треках используются присущие польскому фольклору скрипки, альт и подгальские басы; характерные для рока электрогитара, бас-гитара и ударные; джазовый саксофон, а также ассоциирующийся прежде всего с электронной музыкой синтезатор. Автор всей музыки и продюсер альбома — Матеуш Поспешальский. Вместе с сыном Мареком Поспешальским он записал партии саксофонов, кларнетов и других инструментов.
Темами песен альбома Boso являются как философские размышления над скоротечностью человеческой жизни и над вопросами выбора жизненного пути, так и описания вполне прозаических проблем, например, такой, «когда не клеится разговор…». Слова написаны для одной части песен на подгальском говоре, для другой — на польском литературном языке. Основными авторами текстов песен вновь стали Себастьян Карпель-Булецка и Бартоломей Кудасик.
По словам участников Zakopower, в процессе записи нового альбома музыканты группы пытались воспроизвести в студии энергетику, спонтанность и импровизацию, которые характерны для концертных выступлений и возможны только при совместной игре всех исполнителей. Для этого песни из альбома до начала записи подвергались всесторонней доработке. Совместная доработка проходила сначала на репетициях, а затем на концертах. В создании песенных аранжировок при этом участвовал каждый из музыкантов Zakopower. Участники группы обменивались идеями, предлагали и пробовали разные варианты партий своих инструментов, вносили различные дополнения в композиции или, напротив, убирали из них лишние, по их мнению, фрагменты. Таким образом, развитие песен происходило от репетиции к репетиции и от концерта к концерту благодаря общим усилиям всех музыкантов Zakopower. Как только композиция принимала «совершенный вид», музыканты собирались в студии и записывали её все вместе, пытаясь воспроизвести условия концертного выступления. Подобного звучания, по мнению участников Zakopower, нельзя бы было добиться, если бы каждый музыкант играл только то, что сочинил композитор, и записывал бы партии своего инструмента в студии отдельно от других участников коллектива.

## Синглы
Песня «Boso», выпущенная первым синглом альбома, стала одним из самых популярных хитов 2011 года в Польше. Эта песня возглавила польский чарт AirPlay – Top, а также чарты многих польских музыкальных радиостанций, в числе которых Polskie Radio Program III и RMF FM. Помимо этого, песня часто появлялась на польском телевидении, наряду с трансляцией официального видео группы, снятого режиссёрами Доминикой Подчаской-Тхужевской и Бартеком Буком, песня «Boso» исполнялась другими артистами в ряде телевизионных шоу, таких, как, например, Bitwa na głosy, The Voice of Poland и Twoja twarz brzmi znajomo. Популярность песни отчасти способствовала росту популярности и, соответственно, росту продаж альбома Boso.
Вторым синглом альбома стала переизданная в 2011 году песня «Bóg wie gdzie», ранее этот сингл издавался в 2008 году, а концертная версия песни была представлена в альбоме 2009 года Koncertowo. В 2011—2012 годах песня «Bóg wie gdzie» находилась в ротации ряда польских музыкальных радиостанций, поднимаясь на высшие строчки хит-парадов, в частности, песня три недели находилась на первой позиции чарта RMF FM В 2012 году было издано ещё два сингла «Tak że tak» и «Poduszki». Звучание песни с последнего сингла является не совсем обычным для группы Zakopower, поскольку она записана без струнных смычковых инструментов.

## Награды и номинации
На церемонии самой престижной польской награды в сфере музыки «Фридерик» 2012 года группа Zakopower была заявлена в четырёх номинациях и победила в трёх из них. Альбом Boso был признан «Лучшим альбомом года в жанре этно/фолк», песня «Boso» завоевала награду «Лучшая песня года», а сам коллектив Zakopower был признан «Лучшей группой года». Не получили награду только Марек Поспешальский и Адам Целиньский, номинированные в категории «Лучший музыкальный продюсер» за запись и издание альбома Boso.
Заглавная песня альбома «Boso» была представлена на XLVIII Национальном фестивале польской песни в Ополе 2011 года и получила в номинации «Премьеры» премию Кароля Мусёла, также называемую «Суперпремьерой». В 2012 году песня «Boso» завоевала ещё одну музыкальную награду Superjedynki, победив в номинации «Суперхит года». На этой церемонии также был удостоен приза солист группы Себастьян Карпель-Булецка, признанный «Суперартистом года». В номинации «Суперальбом года» Boso уступил первое место альбому Sen o przyszłości Сильвии Гжещак.
Согласно данным Союза производителей аудио-видео Польши (ZPAV), по итогам продаж в Польше альбом Boso к 20 февраля 2013 года получил три платиновые сертификации.
Также альбом был награждён призом Bestsellery Empiku крупнейшей польской розничной сети Empik как лучший по продажам польский музыкальный альбом 2011 года.

## Список композиций
В альбом Boso включено 12 треков:
| №   | Название                  | Текст песни                                    | Музыка                                                           | Длительность |
| --- | ------------------------- | ---------------------------------------------- | ---------------------------------------------------------------- | ------------ |
| 1.  | «Boso»                    | Бартоломей Кудасик / Себастьян Карпель-Булецка | Матеуш Поспешальский                                             | 4:49         |
| 2.  | «Bóg wie gdzie»           | Бартоломей Кудасик                             | Матеуш Поспешальский                                             | 3:09         |
| 3.  | «Kropla»                  | Бартоломей Кудасик                             | Матеуш Поспешальский                                             | 5:19         |
| 4.  | «Ludzie z kryjówek»       | Бартоломей Кудасик / Себастьян Карпель-Булецка | Матеуш Поспешальский                                             | 4:03         |
| 5.  | «Muzyka»                  | Бартоломей Кудасик / Себастьян Карпель-Булецка | Томаш Кравчик / Себастьян Карпель-Булецка / Матеуш Поспешальский | 4:04         |
| 6.  | «Drętwa mowa»             | Бартоломей Кудасик / Себастьян Карпель-Булецка | Матеуш Поспешальский                                             | 5:02         |
| 7.  | «Idzie holny»             | Бартоломей Кудасик / Себастьян Карпель-Булецка | Матеуш Поспешальский                                             | 4:04         |
| 8.  | «Chodnik w jednom strone» | Бартоломей Кудасик / Себастьян Карпель-Булецка | Матеуш Поспешальский                                             | 4:14         |
| 9.  | «Tak że tak»              | Бартоломей Кудасик / Себастьян Карпель-Булецка | Матеуш Поспешальский                                             | 4:26         |
| 10. | «Ku pamięci»              | Бартоломей Кудасик / Себастьян Карпель-Булецка | Матеуш Поспешальский                                             | 6:16         |
| 11. | «Poduszki»                | Бартоломей Кудасик                             | Матеуш Поспешальский                                             | 4:22         |

## Участники записи
В записи принимали участие:
Zakopower
- Себастьян Карпель-Булецка[пол.] — вокал, скрипка, слова;
- Бартоломей (Бартек) Кудасик — бэк-вокал, альт, слова;
- Войцех Топа — бэк-вокал, скрипка;
- Юзеф Хыц — бэк-вокал, подгальские басы;
- Пётр (Фалько) Рыхлец — клавишные инструменты;
- Лукаш Москаль — вокал, перкуссия, табла;
- Томек (Сэрек) Кравчик — электрогитара;
- Михал Тромбский — бас-гитара.

а также
- Матеуш Поспешальский[пол.] — вокал, музыка, аранжировка, продюсирование, альт-саксофон, бас-саксофон, бас-кларнет, клавишные инструменты, луп, вокал;
- Марек Поспешальский — кларнет, тенор-саксофон;
- Богуслава Кудасик — бэк-вокал;
- Станислава Требуня-Сташель — бэк-вокал;
- Войцех Пшибыльский[пол.] — микширование, мастеринг;
- Рафал Подлевский — менеджмент;
- Адам Панчук — фотографии;
- Пётр Подлевский — фотографии.